# Bildwoche (Zeitschrift)
Die Bild Woche ist eine wöchentlich erscheinende Illustrierte und Programmzeitschrift. Der Axel-Springer-Verlag, an dessen Tageszeitung BILD Name und Logo angelehnt sind, gab sie bis zum Jahre 2014 heraus. Seitdem gehört die Zeitschrift der Mediengruppe Klambt.
Die Bildwoche übernahm Ende 2006 den redaktionellen Teil der Funk Uhr, mit der sie bereits zuvor, wie auch mit der TVneu, über längere Zeit zusammenarbeitete. Übliche Themen der in Hamburg produzierten Programmzeitschriften sind das aktuelle Wochengeschehen, Unterhaltung, Rätsel, Ratgeber, Gesundheit, Reisen und Kochrezepte. Sie kostete von 2003 bis 2006 1 Euro, seit dem 3. Januar 2008 kostet sie 1,10 Euro. Redaktionsleiterin der Bildwoche ist seit November 2011, wie auch bei Funk Uhr und TVneu, Bettina Plickert.
Mit Wirkung zum 1. Januar 2014 sollten die Bildwoche und weitere Programmzeitschriften an die Funke Mediengruppe verkauft werden. Um Auflagen des Bundeskartellamtes zu erfüllen, musste die Funke Mediengruppe kurz darauf ihre von Axel Springer zuvor erworbenen Programmzeitschriften  Funk Uhr, Bildwoche, TV Neu und die zwei  an die Mediengruppe Klambt abtreten.

Logo bis zur Ausgabe 48/2011
Logo 2013